# Ondřej Čelůstka
Ondřej Čelůstka (* 18. června 1989 Zlín) je bývalý český profesionální fotbalista, který hrával na pozici středního obránce. Mezi lety 2013 a 2021 odehrál také 33 utkání v dresu české reprezentace, v nichž vstřelil 3 branky.
Mimo ČR působil na klubové úrovni v Itálii, Turecku, Anglii a Německu.

## Rodina
Pochází z fotbalové rodiny, otec Rudolf Čelůstka hrával kopanou za FC Zlín, mladší bratr Tomáš Čelůstka je také fotbalistou (hrál mj. za SFC Opava).
V roce 2009 absolvoval Ondřej Střední průmyslovou školu polytechnickou – COP Zlín.

## Klubová kariéra

### FC Tescoma Zlín
Čelůstka prošel mládežnickými kategoriemi ve Zlíně. Ligovou premiéru si v dresu Zlína odbyl 10. května 2008 v zápase proti domácímu Mostu (v předposledním 29. kole sezóny 2007/08), nastoupil v základní sestavě a odehrál kompletní počet minut. Zlín vyhrál 1:0 gólem Libora Žůrka. Pak ještě nastoupil v posledním kole proti hostujícímu Brnu, které ve Zlíně vyhrálo 1:0.
V následující sezóně 2008/09 už patřil do základní sestavy zlínského týmu. 4. dubna 2009 rozhodl svým gólem o dělbě bodu v utkání s hostujícími Teplicemi (1:1). Před koncem poločasu proměnil hlavou centr Davida Šmahaje z rohového kopu ve svůj premiérový gól. 2. května střílí v 6. minutě rozhodující gól proti hostujícím FK Bohemians Praha, zápas skončil výsledkem 2:0 pro domácí. Čelůstka vystřelil z cca 25 metrů a míč zapadl přesně ke vzdálenější tyči. Trefil se i v následujícím kole 10. května proti dalšímu pražskému týmu AC Sparta. Byl to opět rozhodující gól, ve 33. minutě překonal sparťanského brankáře Jaromíra Blažka a stanovil tak konečné skóre 2:1 pro Zlín. Přestože Zlín po sezóně sestoupil z nejvyšší soutěže, Čelůstka zaujal na svém postu pravého obránce pozorovatele nejen českých klubů. K tomu jistě přispěly i výše zmíněné tři vstřelené branky v závěru jarní části sezóny (celkem odehrál v celé sezóně 22 zápasů).

### SK Slavia Praha
V létě 2009 se o něj zajímal německý bundesligový klub Hannover 96 , ale Čelůstka nakonec přestoupil do Slavie Praha, kde 29. června 2009 podepsal čtyřletou smlouvu. Do Slavie přišel Čelůstka po její vítězné ligové sezóně 2008/09. V kádru „sešívaných“ strávil 2 roky. 31. srpna 2009 vstřelil gól proti hostujícímu Slovácku. Prosadil se ve 47. minutě ve skrumáži po rohovém kopu, když zblízka dorazil míč do sítě brankáře Kubáska. Slavia vyhrála 3:0. V ligové sezoně 2009/10 to byla jeho jediná trefa za 13 zápasů. V únoru 2010 poté odešel na své první zahraniční angažmá do italského klubu US Città di Palermo (na hostování). Zde se však příliš neprosadil a po půl roce se vrátil zpět do Slavie Praha.
24. října 2010 se střelecky prosadil v zápase proti hostujícím Českým Budějovicím. V 63. minutě střelou z první po centru Tijani Belaida z přímého kopu protáhl brankáře Jaroslava Beláně, který si sice na míč sáhl, ale nedokázal jej vytlačit mimo tyče. Slavia vyhrála 4:0. Druhý gól v tomto ročníku přidal až v závěrečném 30. kole 28. května 2011 proti hostujícím Bohemians 1905, když stanovil konečné skóre na 3:0 pro domácí. Slavia zahrávala v nastaveném čase rohový kop, po němž se ve skrumáži nejlépe zorientoval Čelůstka a zblízka levačkou skóroval. Vzápětí rozhodčí Jílek zápas ukončil. Celkem nastoupil v sezóně 2010/11 Gambrinus ligy k 28 zápasům. Poté přestoupil do tureckého Trabzonsporu.

### US Città di Palermo (hostování)
V únoru 2010 odešel ze Slavie na půlroční hostování do italského US Città di Palermo s opcí na případný přestup na konci sezony. Dostal dres s číslem 89. První zápas odehrál 27. března proti hostující Bologni (výhra 3:1), když nastoupil ve druhém poločase na hřiště jako střídající hráč. Byl to zároveň i jediný soutěžní zápas, do kterého v dresu Palerma zasáhl.
V Palermu se však příliš neprosadil a po ukončení hostování se vrátil do pražské Slavie.

### Trabzonspor
Po sezoně 2010/11 přestoupil za 900 000 €  ze Slavie Praha do tureckého Trabzonsporu, k zahraničnímu angažmá mu výrazně pomohly kvalitní výkony na Mistrovství Evropy hráčů do 21 let v roce 2011.
8. července 2011 podepsal 5letý kontrakt a dostal dres s číslem 28. S klubem se účastnil kvalifikačních bojů o Ligu mistrů, debutoval 27. července v úvodním zápase 3. předkola LM proti domácí Benfice Lisabon, které hosté prohráli 0:2. Trabzonspor poté doma jen remizoval 1:1, ale nakonec se do hlavní fáze dostal na úkor jiného tureckého klubu Fenerbahçe SK, kterému byl udělen zákaz pro ovlivňování výsledků.
Hned v úvodním utkání zaskočil Trabzonspor domácí Inter Milán, když na San Siru vyhrál 1:0. O jediný gól se postaral právě český obránce Čelůstka, který čtvrt hodiny před koncem vrátil do sítě od břevna odražený míč po střele Halila Altıntopa. Trabzonspor obsadil v základní skupině 3. místo, což mu zaručilo pokračování ve vyřazovací části Evropské ligy 2011/2012, kde byl však vyřazen hned v šestnáctifinále nizozemským týmem PSV Eindhoven po prohrách 1:2 a 1:4.
Ve 4. předkole Evropské ligy 2012/2013 sehrál Trabzonspor s Čelůstkou v sestavě 2 bezbrankové remízy s maďarským klubem Videoton FC, s nímž poté prohrál 2:4 na pokutové kopy a byl vyřazen. V srpnu 2014 po návratu z hostování v anglickém Sunderlandu ukončil smlouvu a stal se volným hráčem.

### Sunderland AFC (hostování)
V srpnu 2013 odešel na roční hostování do klubu anglické Premier League Sunderland AFC. Součástí smlouvy byla i opce na případný přestup hráče. Zájem o jeho angažování projevily ještě kluby Crystal Palace FC (Anglie), 1. FSV Mainz 05 (Německo) a Lokomotiv Moskva (Rusko). Italský trenér Sunderlandu Paolo Di Canio postavil Čelůstku po příchodu na pravou stranu obrany. Při své premiéře v Premier League 17. srpna 2013 nastoupil v základní sestavě v domácím utkání s Fulhamem, který zde vyhrál 1:0. Čelůstka se prezentoval i utěšenou střelou do „šibenice“ (horního rohu brány), kterou gólman Fulhamu Maarten Stekelenburg vyškrábl. V lednu 2014 vypadl ze základní sestavy, ale Sunderland se probojoval do finále Anglického ligového poháru, kde jeho tým podlehl Manchesteru City 1:3.

### 1. FC Norimberk
Poté, co se vrátil z hostování v Sunderlandu, přestoupil z Trabzonsporu do německého druholigového klubu 1. FC Norimberk. Měl ještě nabídky z Anglie a Itálie.

### Antalyaspor
V červnu 2015 se po konci smlouvy v Norimberku dohodl na tříletém angažmá s tureckým klubem Antalyaspor, nabídku měl i ze Sparty Praha.

### AC Sparta Praha

#### Sezóna 2020/2021
V červenci 2020 podepsal smlouvu se Spartou. Za Spartu poprvé nastoupil 22. srpna 2020 v zápase 1. kola ligy na hřišti Zbrojovky Brno. Ihned se stal stavebním kamenem sparťanské sestavy, až na pohárové utkání s druholigovým Blanskem odehrával celých 90 minut. Říjnové zranění z reprezentačního utkání proti Skotsku Čelůstku vyřadilo z nominace úvodního zápasu Evropské ligy proti francouzskému Lille OSC. Do dalšího utkání proti slavnému AC Milán už nastoupil, před utkáním se skotským Celtikem ale opět kvůli zranění vypadl ze sestavy. Do sestavy se vrátil o 3 týdny později na utkání s Teplicemi. V utkání proti Lille si během čtyř minut nechal dát dvě žluté karty, utkání tak nedohrál a nemohl nastoupit do závěrečného utkání Evropské ligy proti AC Milán. Dne 16. prosince si připsal premiérový gól za Spartu, když v 81. minutě ligového utkání s Pardubicemi hlavou prostřelil brankáře Boháče a pojistil tak výhru Letenských 2:0. Toto utkání bylo také prvním utkáním, kde nastoupil jako soupeř svého bratra Tomáše, který v dresu Pardubic odehrál rovněž celé utkání. V následujícím kole proti Slovanu Liberec se po sedmi minutách hry nešťastně srazil se spoluhráčem Dávidem Hanckem, a musel střídat, zranění ho vyřadilo ze hry do konce ledna. Po zranění pravidelně nastupoval v základní sestavě krom dvou zápasů na konci sezony, kdy byl pro drobné zranění mimo sestavu.

#### Sezóna 2022/23
34letý stoper odešel po vypršení smlouvy ze Sparty na konci června roku 2023. Na Letné odehrál 48 soutěžních utkání a přestože v posledním ročníku vinou zranění nemohl týmu pomoci na hřišti, měl zásadní vliv v kabině. Snažil se býti psychickou oporou pro tým a snažil se předávat zkušenosti a důvěru v sebe mladším hráčům.

### Bodrumspor
Po vypršení smlouvy ve Spartě se stal Čelůstka volným hráčem. V červenci 2023 podpesal v Tureckém Bodrumsporu smlouvu na 1 rok, ta mu byla v následujícím létě prodloužena o další rok. V sézoně 2023/24 pomohl klubu, i svými 2 góly, vybojovat postup do nejvyšší soutěže. V sezóně 2024/25 pravidelně nastupoval v základní sestavě, nicméně Bodrumspor ukončil sezónu na 16. místě které znamenalo sestup zpět do nižší soutěže. 16. června 2025 oznámil kvůli zdravotním problémům s kyčlí konec kariéry.

## Reprezentační kariéra

### Mládežnické reprezentace
Na jaře 2008 odehrál dva přátelské zápasy za reprezentaci do 19 let. O rok později, na jaře 2009 si pak odbyl premiéru v reprezentaci do 21 let v přátelském zápase s Koreou (2:2). Byl nominován i ke kvalifikačnímu zápasu se San Marinem, ale zůstal jen na lavičce náhradníků. Zúčastnil se i Mistrovství světa hráčů do 20 let 2009 v Egyptě, kde ČR vypadla v osmifinále s Maďarskem po penaltovém rozstřelu.
Bilance Ondřeje Čelůstky v mládežnických týmech:
- reprezentace do 19 let: 2 utkání (1 výhra, 1 remíza), 0 vstřelených gólů
- reprezentace do 20 let: 4 utkání (2 výhry, 2 remízy), 0 vstřelených gólů
- reprezentace do 21 let: 18 utkání (12 výher, 3 remízy, 3 prohry – zápas se Švýcarskem na ME „21“ 2011 je brán jako remízový, po řádné hrací době skončil nerozhodně 0:0, o prohře českého týmu rozhodlo až prodloužení), 1 vstřelený gól

#### Mistrovství Evropy hráčů do 21 let 2011
V těžké základní skupině B Mistrovství Evropy hráčů do 21 let v roce 2011 konaném v Dánsku se česká reprezentace střetla postupně s celky Ukrajiny (výhra 2:1), Španělska (prohra 0:2) a Anglie (výhra 2:1), do semifinále postupovaly první dva týmy ze skupin. Ondřej Čelůstka nastoupil ke všem zápasům a odehrál kompletní počet minut.
Semifinále 22. června proti Švýcarsku ČR prohrála po prodloužení 0:1 a stejným výsledkem (avšak v normální hrací době) podlehla 25. června v souboji o 3. místo Bělorusku. Čelůstka opět nechyběl jedinou minutu.

### A-mužstvo
V listopadu 2013 jej reprezentační trenér Josef Pešice nominoval do A-týmu pro přátelský zápas s Kanadou. Do utkání hraného 15. listopadu na Anderově stadionu v Olomouci nastoupil v základní sestavě a zažil premiéru snů, již ve třetí minutě vstřelil vítězný gól. Český tým porazil Kanadu 2:0. Další start v českém národním týmu si připsal až v březnu 2017, trenér Karel Jarolím jej nominoval na dvojzápas proti Litvě (přátelské utkání) a San Marinu (kvalifikační utkání). Stejně tak byl v roce 2018 nominován na přátelský zápas proti Belgii, kde odehrál 45 minut. V listopadu téhož roku byl povolán také na přípravný turnaj reprezentace v Kataru, kde odehrál celý zápas proti Islandu.
Po příchodu nového trenéra Jaroslava Šilhavého k národnímu týmu se stal pilířem české obrany i celého týmu, neboť ve všech čtyřech utkáních pod novým koučem odehrál jako jeden ze dvou (druhým Pavelka) celou hrací dobu a české defenziva udržela dvakrát čisté konto a dvakrát obdržela pouze jeden gól.
V květnu 2021 bylo oznámeno, že je součástí nominace na nadcházející EURO, přestože ze zdravotních důvodů vynechal poslední ligové duely. Podle trenéra Šilhavého měl ale na šampionát být fit.

### Reprezentační góly a zápasy

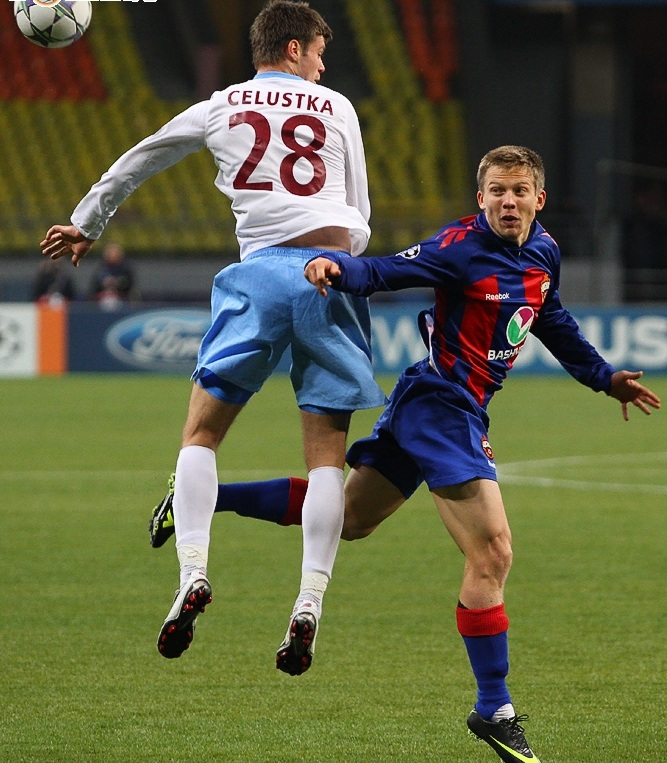
Ondřej Čelůstka v dresu tureckého Trabzonsporu (2011).

Góly Ondřeje Čelůstky v české reprezentaci do 21 let 
| Gól | Datum       | Stadion                      | Soupeř | Skóre (min.) | Výsledek | Soutěž                      |
| --- | ----------- | ---------------------------- | ------ | ------------ | -------- | --------------------------- |
| 010 | 12. 8. 2009 | KR Vollur, Reykjavík, Island | Island | 00:20(79.)   | 0:2      | kvalifikace na ME „21“ 2011 |

Góly Ondřeje Čelůstky v A-týmu české reprezentace 
| 010                 | 15. 11. 2013 | Andrův stadion, Olomouc, Česko | Kanada | 01:00000(3.) | 2:0 | přátelské utkání |
| Platí k 23. 3. 2017 |              |                                |        |              |     |                  |

| Rok    | Zápasy | Góly |
| ------ | ------ | ---- |
| 2009   | 5      | 1    |
| 2010   | 6      | 0    |
| 2011   | 7      | 0    |
| Celkem | 18     | 1    |

| Rok    | Zápasy | Góly |
| ------ | ------ | ---- |
| 2013   | 1      | 1    |
| 2017   | 3      | 0    |
| 2018   | 4      | 0    |
| 2019   | 10     | 1    |
| 2020   | 3      | 0    |
| 2021   | 3      | 0    |
| Celkem | 24     | 2    |